# الصبي أ (فلم)
الصبي أ (بالإنجليزية: Boy A) فيلم سينمائي حاز في عام 2007 على جائزة بافتا لأفضل فيلم عن رواية. لرواية تحمل ذات الاسم للكاتب جوناثان تريغل. عرض الفيلم لأول مرة في عام 2007 ضمن مهرجان تورونتو السينمائي. والفيلم من إخراج جون كرولي وبطولة أندرو غارفيلد (الذي فاز في 2008 على جائزة بافتا كأفضل ممثل تلفزيوني)، وبيتر مولان وكاتي ليون.

## القصة
الصبي اريك ويلسون (يؤدي شخصيته الفى أوين)، يصادق صبي آخر، فيليب كريغ (يؤدي شخصيته تايلور دوهرتي)، من مثيري المشاكل والذي ينقذ اريك من بعض المشاكسين، والذي هو في نفس الوقت ضحية للاغتصاب من قبل أخيه الأكبر. ينخرط في مشادة مع تلميذة تتسكع في حديقة عامة. بعد أن انتقدتهم واصفتا اياهم بحثالة المجتمع عندما رأت فيليب يقوم بتخريب علامة الحديقة. تنتهي المشادة بمقتل الفتاة.
يدخل اريك وفيليب السجن. يموت فيليب في السجن، فيما يفترض أنه انتحار، يعتقد اريك أن فيليب قتل على يد سجناء آخرين. بعد إطلاق سراحه من السجن، وبمتابعة من أخصائي إعادة التأهيل تيري (يؤدي شخصيته بيتر مولان) يبني اريك حياة جديدة تحت اسم جاك بوريدج (يؤدي شخصيته أندرو غارفيلد). يجد وظيفة، يصادق زميله في العمل كريس (يؤدي شخصيته شون ايفانز)، ومن ثم يقع في حب ميشيل، وبعد مقال في صحيفة محلية بوصفه بطلا بعد أن أنقذ طفلة من حادث سيارة ونشرت صورته الفوتوغرافية. تنكشف هوية جاك وتعود حياته للأسوأ.